# Lucien Barris
Pour les articles homonymes, voir Barris.

a Compétitions nationales et continentales officielles uniquement.

b Matchs officiels uniquement.
Dernière mise à jour le 30 avril 2013.
Lucien Barris, né le 4 juin 1921 à Banyuls-sur-Mer (Pyrénées-Orientales) et mort dans la même ville le 7 juillet 2005, est un joueur français de rugby à XV puis de rugby à XIII évoluant au poste de deuxième ligne.

## Biographie
Lucien Barris commence le rugby à XV avec le club de l'USA Perpignan avec qui il devient Champion de France en 1944. Après la victoire, il change de code et passe au rugby à XIII et rejoint l'AS Carcassonne puis Roanne avec lequel il est double vainqueur du Championnat de France en 1947 et 1948. Il connaît deux sélections en équipe de France de rugby à XIII en 1948 et 1949.

## Palmarès

### Rugby à XV
- Collectif : 
  - Vainqueur du Championnat de France : 1944 (USA Perpignan).

### Rugby à XIII
- Collectif : 
  - Vainqueur du Championnat de France : 1947 et 1948 (Roanne).
  - Vainqueur de la Coupe de France : 1950 (XIII Catalan).